# 玉田圭司
玉田 圭司（たまだ けいじ、1980年4月11日 - ）は、千葉県浦安市出身のサッカー指導者。元プロサッカー選手。現役時代のポジションはフォワード、ミッドフィールダー。元日本代表。

## プロ入り前
5歳年上の兄は地元では「浦安の翼クン」と呼ばれていた選手で、幼稚園の時にその兄の影響を受けて入船少年SCでサッカーを始め、中学時にはカネヅカFCに入団。幼少時から一貫してフォワードとしてプレーし、中学卒業後習志野市立習志野高等学校に入学。1年からレギュラーとなって国体に３年連続出場を果たすと、3年時には高校選手権千葉大会決勝で市立船橋相手に決勝ゴールを挙げて同校6年ぶりの本大会出場に貢献。本大会では鹿児島工との1回戦でゴールを挙げたものの、試合には敗れた。同級生には吉野智行と元プロ野球選手の松比良平太がいる。玉田は子供のころから足が速く、高校時代は「左の切り札」と呼ばれており、当時から周囲の評価は高かった。1999年、柏レイソルに加入。背番号は28。

## クラブ経歴

### 柏レイソル
1999年の1stステージ第2節アビスパ福岡戦で初出場。デビュー戦で玉田の抜群のスピードを見た都並敏史は、将来の日本を背負う逸材と称えたという。シーズン終了後には杉山新と共にブラジルのミラソウFCへ短期留学を経験した。だが、その後2年間は出場機会に恵まれず、2001年までの3年間で出場試合は15、得点はなかった。
しかし、2002年になると状況が一変する。チームは1stステージを14位で折り返し、2ndステージでは残留を目指して新監督にマルコ・アウレリオを迎えた。アウレリオは個人能力重視へとチームを転換する過程で埋もれていた玉田の才能を見出し、左サイドの中盤での出場機会を与える。2ndステージ第1節コンサドーレ札幌戦（札幌厚別公園競技場）でプロ初得点を挙げる と、リーグ戦2ndステージだけで3得点を挙げた。この活躍によってエースストライカーとしての信頼を受けるようになり、2003年にはリーグ戦28試合に出場し11得点を挙げた。これは、Jリーグ得点ランキング10位、日本人選手に限れば久保竜彦と大久保嘉人に次ぐ3位 であり、翌2004年にも10得点を挙げ2年連続2桁得点を達成した。また、同年6月26日のセレッソ大阪戦（長居スタジアム）ではプロ入り後初のハットトリックを達成している。
日本代表にも選出され順調かと思われたが、翌2005年には度重なる怪我により、出場試合数こそ減らなかったものの6得点に留まる。チームも低迷し、リーグ戦16位、入れ替え戦でもヴァンフォーレ甲府に二試合合計8-3で敗れ、J2降格が決定した。当時「ワールドカップ出場が夢」と語っていた玉田は、翌年に控えるドイツワールドカップでの代表選出を目指してJ1チームの移籍先を探すこととなる。間もなく複数クラブからオファーが届き、その中でも当時の日本代表選手だった楢﨑正剛や親交が深かった藤田俊哉が在籍していた名古屋グランパスエイトを玉田本人が希望する。チーム間の交渉が難航した ものの完全移籍でまとまり、2006年1月19日に名古屋が正式に獲得を発表。背番号は「11」が与えられた。

### 名古屋グランパス
前年、当時のクラブ史上最低順位となる14位でシーズンを終えた名古屋からの期待は大きく鳴り物入りでの加入であったが、加入一年目の2006年は当時の監督セフ・フェルホーセンから玉田が得意としていないポストプレイヤーとしての役割を求められたことで不振に陥り、思うような活躍ができない状態が続いた。2007年は怪我の影響もあり、出場試合はわずか14に留まった。
しかし2008年シーズン、新監督にドラガン・ストイコビッチが就任すると、ストイコビッチは玉田に攻撃の核として期待を寄せ、得意なドリブルのプレーが求められたことでプレーにキレを取り戻した。得点こそ4得点であったが、6アシストを記録しフローデ・ヨンセンや小川佳純らを生かすチャンスメイカーとして機能。持ち味のドリブルやパスで終盤まで優勝争いに貢献した。
2010年は元日の天皇杯決勝でガンバ大阪に敗れてシーズンが始まったが、リーグ戦ではW杯による中断期間からの再開以降に10得点を記録するなど好調を維持し過去最多となる13得点を挙げ、名古屋のリーグ初優勝の原動力として優秀選手賞を受賞した。
2011年はシーズン序盤の3月に負傷し29日に行われた東北地方太平洋沖地震の復興支援チャリティーマッチ、4月6日のACLFCソウル戦（名古屋市瑞穂公園陸上競技場）を欠場したものの、29日の川崎フロンターレ戦（瑞穂）からスタメン復帰。その試合で2ゴールを挙げる活躍を見せ名古屋の勝利に貢献した。このシーズンは最終的にキャリアハイとなる14得点(リーグ6位タイ)を挙げ、チームは古巣柏との激しい優勝争いを繰り広げる。名古屋の最終節となったアルビレックス新潟戦（東北電力ビッグスワンスタジアム）は玉田の直接フリーキックによる決勝弾で勝利を収めたものの埼玉スタジアムで浦和レッズに勝利を収めた柏が勝ち点を上回り、名古屋はリーグ戦2位に終わった。
2014年シーズン終了をもって、名古屋を退団した。

### セレッソ大阪
名古屋退団発表後セレッソ大阪から獲得の打診を受けると、かつて日本代表で指導を受けた大熊清強化部長の存在もあり、2015年よりJ2に降格した同クラブへ完全移籍。背番号は20。移籍一年目ながらチームトップとなる10得点を挙げ、同年12月のJ1昇格プレーオフ決勝の福岡(年間3位)戦では先制ゴールを挙げるも同点に追いつかれ、プレーオフの規定によりJ1昇格を逃した。
2016年12月5日、同シーズンをもって契約満了に伴い、セレッソ大阪を退団することが発表された。

### 名古屋復帰
退団翌日にロアッソ熊本がオファーを出したが、後日古巣の名古屋グランパスからオファーが届いた時点で名古屋への復帰を即決し、後に名古屋が正式に獲得を発表。3年ぶりの名古屋復帰となった。背番号は先にサンフレッチェ広島から移籍加入が決まっていた佐藤寿人が11番を着用することが決まっていたため、玉田は柏時代の2005年以来となる28を選択した。
シーズン序盤は佐藤寿人との併用によりベンチスタートとなることが多かったものの6ゴールを挙げ、玉田がゴールを決めた試合の名古屋は全試合勝利を収め、名古屋の1年でのJ1復帰に貢献した。
2018年シーズンは、11月3日に行われた神戸戦でJ1通算99点目を挙げて、J1通算100得点にあと1点と迫ったが、このシーズンでは届かなかった。シーズン終了後に契約満了により退団。この戦力外通告に対して自身のInstagramで「あまりにも突然だったので正直、頭を整理するのに少し時間がかかりました…。2014年に1度退団し、その2年後に帰ってきて名古屋グランパスに誠心誠意を持ってやってきましたが、契約しないと伝えられた時には労いの言葉の1つもなかったことにはがっかりしました」と心情を綴っている。

### V・ファーレン長崎
2018年12月28日、V・ファーレン長崎への加入が発表され、2019年4月7日に行われた明治安田生命J2リーグ第8節レノファ山口FC戦で移籍後初ゴールを決めた。
2020シーズンも契約更新。
2021年11月11日午前11時11分、クラブ公式サイトにて現役引退を発表。11月28日のホーム最終戦試合後に引退セレモニーを、12月上旬に引退会見をそれぞれ実施した。

## 代表経歴

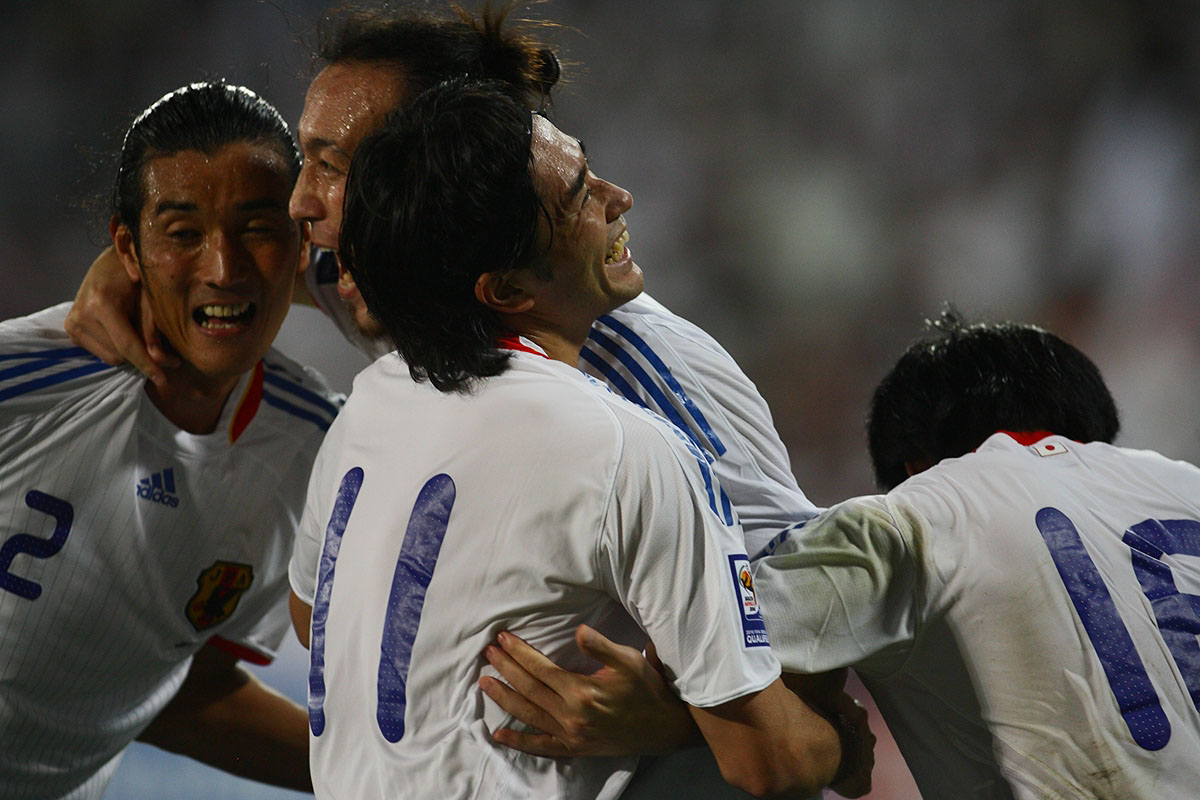
2008年11月、背番号11

日本代表に初選出されたのは2004年。代表チームの得点力不足に悩むジーコによって、ドイツW杯・アジア地区1次予選の日本代表に選出され、3月31日の親善試合シンガポール戦で初出場し、4月25日の親善試合ハンガリー戦で代表初ゴールを挙げた。アジアカップでは全試合に出場し、この大会では中澤佑二と同数の3ゴールを挙げる活躍を見せ日本のアジアカップ連覇に貢献した。
アジア杯での活躍がジーコに強烈な印象を与えたことや、玉田のようなドリブラー的な役割を得意とする選手が当時の代表には稀少であったこともあり、ジーコジャパンにとって必要不可欠な存在となっていく。2006年はチームでの成績は振るわなかったが、ドイツW杯日本代表に選出され、ブラジル戦では先制点となるゴールを決めた。
怪我の影響や代表監督の交代もありしばらく代表から遠ざかっていたが、2008年3月26日南アフリカW杯アジア3次予選の対バーレーン戦で1年8ヶ月ぶりに代表復帰した。それ以来岡田武史率いる日本代表への招集も増え、エース格の活躍を見せた。
南アフリカワールドカップ本戦ではオランダ戦とパラグアイ戦に途中出場。

## 引退後
V・ファーレン長崎のアンバサダーを務めていた。2023年4月14日、昌平高校サッカー部のコーチに就任することが発表された。2024年3月9日、昌平高校サッカー部の監督に就任。同年夏のインターハイでは昌平高校を優勝に導いた。
2025年シーズンより、名古屋グランパスのコーチに就任。

## エピソード
- 小学生の時に参加したサッカー教室で横浜フリューゲルスや横浜FCなどで活躍したフェルナンド・モネールから「君は将来大物になる」と褒め称えられた。
- 柏に在籍していた2004年、名古屋の親会社・トヨタ自動車のテレビCMへの出演経験がある[33]。
- コーラ好き。元中日ドラゴンズ監督の落合博満が「風邪予防にいい」と言っていたことからよく飲んでいるという[34]。
- 大の『ウイニングイレブン』ファン。対人プレイを好み、本人曰く「1人では絶対にやらない」[35] 。雑誌「We-Ele」の企画で、当時チームメイトの山口慶、本田圭佑、須藤右介と対戦し優勝した[36]。
- 名古屋時代の幹部からは「期待が大きいほど乗るタイプ」といい、現役時代のストイコビッチと似ていると評されていた[14]。
- 「理想のゴールは?」の問いには「マラドーナの5人抜きドリブル」を挙げている[6]。
- 2010年1月11日、千葉県習志野市のJR津田沼駅近くにもんじゃ焼き店「MONJA DINING TAMA」をオープンした[37]。現在は閉店している。
- 2009年12月28日、一般女性と同年10月に入籍していたことを明らかにした[38]。
- ファンにストーカーまがいの行動をされたときはショックを受け、ブログでファンにモラルを求めたことがある[39]。
- 2016年、セレッソを契約満了になるという情報を掴んだ記者が、玉田に「今季限りで契約満了になると聞きました」と情報を掲載していいかたずねたところ、玉田は「取材を続けて掴んだ情報でしょ。載せていいよ。寒かったでしょ、言いに来てくれて待っていてくれてありがとう」と返した[40]。

## 所属クラブ
ユース経歴
- 入船少年サッカークラブ
- 市川カネヅカ (浦安市立入船中学校)
- 習志野市立習志野高等学校
  - 1998年  柏レイソル (強化指定選手)

プロ経歴
- 1999年 - 2005年  柏レイソル
  - 1999年12月6日 - 2000年2月4日  ミラソウFC（短期留学）
- 2006年 - 2014年  名古屋グランパス
- 2015年 - 2016年  セレッソ大阪
- 2017年 - 2018年  名古屋グランパス
- 2019年 - 2021年  V・ファーレン長崎

## 個人成績
| 国内大会個人成績 | 国内大会個人成績 | 国内大会個人成績 | 国内大会個人成績 | 国内大会個人成績 | 国内大会個人成績 | 国内大会個人成績 | 国内大会個人成績 | 国内大会個人成績 | 国内大会個人成績 | 国内大会個人成績 | 国内大会個人成績 |
| 年度             | クラブ           | 背番号           | リーグ           | リーグ戦         | リーグ戦         | リーグ杯         | リーグ杯         | オープン杯       | オープン杯       | 期間通算         | 期間通算         |
| 年度             | クラブ           | 背番号           | リーグ           | 出場             | 得点             | 出場             | 得点             | 出場             | 得点             | 出場             | 得点             |
| 日本             | 日本             | 日本             | 日本             | リーグ戦         | リーグ戦         | リーグ杯         | リーグ杯         | 天皇杯           | 天皇杯           | 期間通算         | 期間通算         |
| ---------------- | ---------------- | ---------------- | ---------------- | ---------------- | ---------------- | ---------------- | ---------------- | ---------------- | ---------------- | ---------------- | ---------------- |
| 1999             | 柏               | 28               | J1               | 5                | 0                | 1                | 0                | 0                | 0                | 6                | 0                |
| 2000             | 柏               | 28               | J1               | 5                | 0                | 1                | 0                | 0                | 0                | 6                | 0                |
| 2001             | 柏               | 28               | J1               | 2                | 0                | 0                | 0                | 1                | 0                | 3                | 0                |
| 2002             | 柏               | 28               | J1               | 13               | 3                | 2                | 0                | 1                | 0                | 16               | 3                |
| 2003             | 柏               | 28               | J1               | 28               | 11               | 5                | 0                | 2                | 1                | 35               | 12               |
| 2004             | 柏               | 28               | J1               | 28               | 10               | 0                | 0                | 1                | 0                | 29               | 10               |
| 2005             | 柏               | 28               | J1               | 28               | 6                | 0                | 0                | 0                | 0                | 28               | 6                |
| 2006             | 名古屋           | 11               | J1               | 26               | 6                | 1                | 0                | 2                | 0                | 29               | 6                |
| 2007             | 名古屋           | 11               | J1               | 14               | 5                | 4                | 2                | 2                | 0                | 20               | 7                |
| 2008             | 名古屋           | 11               | J1               | 31               | 4                | 2                | 0                | 1                | 0                | 34               | 4                |
| 2009             | 名古屋           | 11               | J1               | 27               | 8                | 1                | 0                | 4                | 1                | 32               | 9                |
| 2010             | 名古屋           | 11               | J1               | 29               | 13               | 1                | 0                | 2                | 1                | 32               | 14               |
| 2011             | 名古屋           | 11               | J1               | 33               | 14               | 0                | 0                | 3                | 0                | 36               | 14               |
| 2012             | 名古屋           | 11               | J1               | 25               | 5                | 0                | 0                | 3                | 1                | 28               | 6                |
| 2013             | 名古屋           | 11               | J1               | 31               | 9                | 6                | 2                | 1                | 0                | 38               | 11               |
| 2014             | 名古屋           | 11               | J1               | 17               | 2                | 4                | 1                | 2                | 2                | 23               | 5                |
| 2015             | C大阪            | 20               | J2               | 33               | 10               | -                | -                | 0                | 0                | 33               | 10               |
| 2016             | C大阪            | 20               | J2               | 24               | 3                | -                | -                | 2                | 1                | 26               | 4                |
| 2017             | 名古屋           | 28               | J2               | 28               | 6                | -                | -                | 1                | 0                | 29               | 6                |
| 2018             | 名古屋           | 28               | J1               | 24               | 3                | 3                | 0                | 1                | 0                | 28               | 3                |
| 2019             | 長崎             | 11               | J2               | 35               | 7                | -                | -                | 0                | 0                | 35               | 7                |
| 2020             | 長崎             | 11               | J2               | 25               | 6                | -                | -                | -                | -                | 25               | 6                |
| 2021             | 長崎             | 11               | J2               | 19               | 2                | -                | -                | 2                | 0                | 21               | 2                |
| 通算             | 日本             | 日本             | J1               | 366              | 99               | 31               | 5                | 25               | 6                | 422              | 110              |
| 通算             | 日本             | 日本             | J2               | 164              | 34               | -                | -                | 5                | 1                | 169              | 35               |
| 総通算           | 総通算           | 総通算           | 総通算           | 530              | 133              | 31               | 5                | 30               | 7                | 591              | 145              |

その他の公式戦
- 2004年
  - J1・J2入れ替え戦 2試合0得点
- 2011年
  - FUJI XEROX SUPER CUP 1試合0得点
- 2015年
  - J1昇格プレーオフ 2試合1得点
- 2017年
  - J1昇格プレーオフ 2試合0得点

| 国際大会個人成績 | 国際大会個人成績 | 国際大会個人成績 | 国際大会個人成績 | 国際大会個人成績 |
| 年度             | クラブ           | 背番号           | 出場             | 得点             |
| AFC              | AFC              | AFC              | ACL              | ACL              |
| ---------------- | ---------------- | ---------------- | ---------------- | ---------------- |
| 2009             | 名古屋           | 11               | 9                | 2                |
| 2011             | 名古屋           | 11               | 3                | 0                |
| 2012             | 名古屋           | 11               | 7                | 2                |
| 通算             | AFC              | AFC              | 19               | 4                |

- 初出場 - 1999年3月13日 対アビスパ福岡戦（博多の森球技場）
- 初得点 - 2002年8月31日 対コンサドーレ札幌戦（札幌厚別公園競技場）

## 代表歴
- 初出場 - 2004年3月31日 対 シンガポール戦（シンガポール）
- 初得点 - 2004年4月25日 対 ハンガリー戦（ザラエゲルセグ）

### 出場大会
- 日本代表
  - AFCアジアカップ2004（2004年）
  - FIFAコンフェデレーションズカップ2005（2005年）
  - 2006 FIFAワールドカップ（2006年）
  - 東アジアサッカー選手権2010（2010年）
  - 2010 FIFAワールドカップ（2010年）

### 試合数
- 国際Aマッチ 72試合 16得点（2004年 - 2010年）[1]

| 日本代表 | 国際Aマッチ | 国際Aマッチ |
| 年       | 出場        | 得点        |
| -------- | ----------- | ----------- |
| 2004     | 18          | 5           |
| 2005     | 16          | 2           |
| 2006     | 7           | 2           |
| 2007     | 0           | 0           |
| 2008     | 12          | 4           |
| 2009     | 10          | 1           |
| 2010     | 9           | 2           |
| 通算     | 72          | 16          |

### 出場
| No. | 開催日         | 開催都市           | スタジアム                         | 対戦相手               | 結果        | 監督           | 大会                       |
| --- | -------------- | ------------------ | ---------------------------------- | ---------------------- | ----------- | -------------- | -------------------------- |
| 1.  | 2004年03月31日 | シンガポール       |                                    | シンガポール           | ○2-1        | ジーコ         | ワールドカップ予選         |
| 2.  | 2004年04月25日 | ザラエジェルツェグ |                                    | ハンガリー             | ●2-3        | ジーコ         | 国際親善試合               |
| 3.  | 2004年04月28日 | プラハ             |                                    | チェコ                 | ○1-0        | ジーコ         | 国際親善試合               |
| 4.  | 2004年05月30日 | マンチェスター     |                                    | アイスランド           | ○3-2        | ジーコ         | 国際親善試合               |
| 5.  | 2004年06月01日 | マンチェスター     |                                    | イングランド           | △1-1        | ジーコ         | 国際親善試合               |
| 6.  | 2004年06月09日 | 埼玉県             | 埼玉スタジアム2002                 | インド                 | ○7-0        | ジーコ         | ワールドカップ予選         |
| 7.  | 2004年07月09日 | 広島県             | 広島広域公園陸上競技場             | スロバキア             | ○3-1        | ジーコ         | キリンカップ               |
| 8.  | 2004年07月13日 | 神奈川県           | 横浜国際総合競技場                 | セルビア・モンテネグロ | ○1-0        | ジーコ         | キリンカップ               |
| 9.  | 2004年07月20日 | 重慶               |                                    | オマーン               | ○1-0        | ジーコ         | アジアカップ               |
| 10. | 2004年07月24日 | 重慶               |                                    | タイ                   | ○4-1        | ジーコ         | アジアカップ               |
| 11. | 2004年07月28日 | 重慶               |                                    | イラン                 | △0-0        | ジーコ         | アジアカップ               |
| 12. | 2004年07月31日 | 重慶               |                                    | ヨルダン               | △1-1(PK4-3) | ジーコ         | アジアカップ               |
| 13. | 2004年08月03日 | 済南               |                                    | バーレーン             | ○4-3(延長)  | ジーコ         | アジアカップ               |
| 14. | 2004年08月07日 | 北京               |                                    | 中華人民共和国         | ○3-1        | ジーコ         | アジアカップ               |
| 15. | 2004年08月18日 | 静岡県             | 静岡県小笠山総合運動公園スタジアム | アルゼンチン           | ●1-2        | ジーコ         | キリンチャレンジカップ     |
| 16. | 2004年10月13日 | マスカット         |                                    | オマーン               | ○1-0        | ジーコ         | ワールドカップ予選         |
| 17. | 2004年11月17日 | 埼玉県             | 埼玉スタジアム2002                 | シンガポール           | ○1-0        | ジーコ         | ワールドカップ予選         |
| 18. | 2004年12月16日 | 神奈川県           | 横浜国際総合競技場                 | ドイツ                 | ●0-3        | ジーコ         | キリンチャレンジカップ     |
| 19. | 2005年01月29日 | 神奈川県           | 横浜国際総合競技場                 | カザフスタン           | ○4-0        | ジーコ         | キリンチャレンジカップ     |
| 20. | 2005年02月02日 | 埼玉県             | 埼玉スタジアム2002                 | シリア                 | ○3-0        | ジーコ         | キリンチャレンジカップ     |
| 21. | 2005年02月09日 | 埼玉県             | 埼玉スタジアム2002                 | 北朝鮮                 | ○2-1        | ジーコ         | ワールドカップ予選         |
| 22. | 2005年03月25日 | テヘラン           |                                    | イラン                 | ●1-2        | ジーコ         | ワールドカップ予選         |
| 23. | 2005年03月30日 | 埼玉県             | 埼玉スタジアム2002                 | バーレーン             | ○1-0        | ジーコ         | ワールドカップ予選         |
| 24. | 2005年05月22日 | 新潟県             | 新潟スタジアム                     | ペルー                 | ●0-1        | ジーコ         | キリンカップ               |
| 25. | 2005年05月27日 | 東京都             | 国立霞ヶ丘競技場陸上競技場         | アラブ首長国連邦       | ●0-1        | ジーコ         | キリンカップ               |
| 26. | 2005年06月03日 | マナマ             |                                    | バーレーン             | ○1-0        | ジーコ         | ワールドカップ予選         |
| 27. | 2005年06月16日 | ハノーバー         |                                    | メキシコ               | ●1-2        | ジーコ         | コンフェデレーションカップ |
| 28. | 2005年06月19日 | フランクフルト     |                                    | ギリシャ               | ○1-0        | ジーコ         | コンフェデレーションカップ |
| 29. | 2005年06月22日 | ケルン             |                                    | ブラジル               | △2-2        | ジーコ         | コンフェデレーションカップ |
| 30. | 2005年07月31日 | 大田               |                                    | 北朝鮮                 | ●0-1        | ジーコ         | 東アジア選手権             |
| 31. | 2005年08月03日 | 大田               |                                    | 中華人民共和国         | △2-2        | ジーコ         | 東アジア選手権             |
| 32. | 2005年08月07日 | 大邱               |                                    | 韓国                   | ○1-0        | ジーコ         | 東アジア選手権             |
| 33. | 2005年08月17日 | 神奈川県           | 横浜国際総合競技場                 | イラン                 | ○2-1        | ジーコ         | ワールドカップ予選         |
| 34. | 2005年09月07日 | 宮城県             | 宮城スタジアム                     | ホンジュラス           | ○5-4        | ジーコ         | キリンチャレンジカップ     |
| 35. | 2006年03月30日 | 大分県             | 大分スポーツ公園総合競技場         | エクアドル             | ○1-0        | ジーコ         | キリンチャレンジカップ     |
| 36. | 2006年05月09日 | 大阪府             | 長居陸上競技場                     | ブルガリア             | ●1-2        | ジーコ         | キリンカップ               |
| 37. | 2006年05月13日 | 埼玉県             | 埼玉スタジアム2002                 | スコットランド         | △0-0        | ジーコ         | キリンカップ               |
| 38. | 2006年05月30日 | レバークーゼン     |                                    | ドイツ                 | △2-2        | ジーコ         | 国際親善試合               |
| 39. | 2006年06月04日 | デュッセルドルフ   |                                    | マルタ                 | ○1-0        | ジーコ         | 国際親善試合               |
| 40. | 2006年06月18日 | ニュルンベルク     |                                    | クロアチア             | △0-0        | ジーコ         | ワールドカップ             |
| 41. | 2006年06月22日 | ドルトムント       |                                    | ブラジル               | ●1-4        | ジーコ         | ワールドカップ             |
| 42. | 2008年03月26日 | マナマ             |                                    | バーレーン             | ●0-1        | 岡田武史       | ワールドカップ予選         |
| 43. | 2008年05月24日 | 愛知県             | 豊田スタジアム                     | コートジボワール       | ○1-0        | 岡田武史       | キリンカップ               |
| 44. | 2008年06月02日 | 神奈川県           | 横浜国際総合競技場                 | オマーン               | ○3-0        | 岡田武史       | ワールドカップ予選         |
| 45. | 2008年06月07日 | マスカット         |                                    | オマーン               | △1-1        | 岡田武史       | ワールドカップ予選         |
| 46. | 2008年06月14日 | バンコク           |                                    | タイ                   | ○3-0        | 岡田武史       | ワールドカップ予選         |
| 47. | 2008年06月22日 | 埼玉県             | 埼玉スタジアム2002                 | バーレーン             | ○1-0        | 岡田武史       | ワールドカップ予選         |
| 48. | 2008年08月20日 | 北海道             | 札幌ドーム                         | ウルグアイ             | ●1-3        | 岡田武史       | キリンチャレンジカップ     |
| 49. | 2008年09月06日 | マナマ             |                                    | バーレーン             | ○3-2        | 岡田武史       | ワールドカップ予選         |
| 50. | 2008年10月09日 | 新潟県             | 新潟スタジアム                     | アラブ首長国連邦       | △1-1        | 岡田武史       | キリンチャレンジカップ     |
| 51. | 2008年10月15日 | 埼玉県             | 埼玉スタジアム2002                 | ウズベキスタン         | △1-1        | 岡田武史       | ワールドカップ予選         |
| 52. | 2008年11月13日 | 兵庫県             | 御崎公園球技場                     | シリア                 | ○3-1        | 岡田武史       | キリンチャレンジカップ     |
| 53. | 2008年11月19日 | ドーハ             |                                    | カタール               | ○3-0        | 岡田武史       | ワールドカップ予選         |
| 54. | 2009年01月28日 | マナマ             |                                    | バーレーン             | ●0-1        | 岡田武史       | アジアカップ予選           |
| 55. | 2009年02月04日 | 東京都             | 国立霞ヶ丘競技場陸上競技場         | フィンランド           | ○5-1        | 岡田武史       | キリンチャレンジカップ     |
| 56. | 2009年02月11日 | 神奈川県           | 横浜国際総合競技場                 | オーストラリア         | △0-0        | 岡田武史       | ワールドカップ予選         |
| 57. | 2009年03月28日 | 埼玉県             | 埼玉スタジアム2002                 | バーレーン             | ○1-0        | 岡田武史       | ワールドカップ予選         |
| 58. | 2009年05月27日 | 大阪府             | 長居陸上競技場                     | チリ                   | ○4-0        | 岡田武史       | キリンカップ               |
| 59. | 2009年06月10日 | 神奈川県           | 横浜国際総合競技場                 | カタール               | △1-1        | 大木武（代行） | ワールドカップ予選         |
| 60. | 2009年06月17日 | メルボルン         |                                    | オーストラリア         | ●1-2        | 岡田武史       | ワールドカップ予選         |
| 61. | 2009年09月05日 | エンスヘーデ       |                                    | オランダ               | ●0-3        | 岡田武史       | 国際親善試合               |
| 62. | 2009年09月09日 | ユトレヒト         |                                    | ガーナ                 | ○4-3        | 岡田武史       | 国際親善試合               |
| 63. | 2009年10月08日 | 静岡県             | 静岡市清水日本平運動公園球技場     | 香港                   | ○6-0        | 岡田武史       | アジアカップ予選           |
| 64. | 2010年02月06日 | 東京都             | 東京スタジアム                     | 中華人民共和国         | △0-0        | 岡田武史       | 東アジア選手権             |
| 65. | 2010年02月11日 | 東京都             | 国立霞ヶ丘競技場陸上競技場         | 香港                   | ○3-0        | 岡田武史       | 東アジア選手権             |
| 66. | 2010年02月14日 | 東京都             | 国立霞ヶ丘競技場陸上競技場         | 韓国                   | ●1-3        | 岡田武史       | 東アジア選手権             |
| 67. | 2010年03月03日 | 愛知県             | 豊田スタジアム                     | バーレーン             | ○2-0        | 岡田武史       | アジアカップ予選           |
| 68. | 2010年04月07日 | 大阪府             | 長居陸上競技場                     | セルビア               | ●0-3        | 岡田武史       | キリンチャレンジカップ     |
| 69. | 2010年05月30日 | グラーツ           |                                    | イングランド           | ●1-2        | 岡田武史       | 国際親善試合               |
| 70. | 2010年06月04日 | シオン             |                                    | コートジボワール       | ●0-2        | 岡田武史       | 国際親善試合               |
| 71. | 2010年06月19日 | ダーバン           |                                    | オランダ               | ●0-1        | 岡田武史       | ワールドカップ             |
| 72. | 2010年06月29日 | プレトリア         |                                    | パラグアイ             | △0-0(PK3-5) | 岡田武史       | ワールドカップ             |

### ゴール
| #   | 開催年月日     | 開催地                     | 対戦国           | 勝敗  | 試合概要                              |
| --- | -------------- | -------------------------- | ---------------- | ----- | ------------------------------------- |
| 1.  | 2004年04月25日 | ハンガリー、ザラエゲルセグ | ハンガリー       | ● 2-3 | 親善試合                              |
| 2.  | 2004年08月03日 | 中国、済南市               | バーレーン       | ○ 4-3 | AFCアジアカップ2004                   |
| 3.  | 2004年08月03日 | 中国、済南市               | バーレーン       | ○ 4-3 | AFCアジアカップ2004                   |
| 4.  | 2004年08月07日 | 中国、 北京市              | 中国             | ○ 3-1 | AFCアジアカップ2004                   |
| 5.  | 2004年11月17日 | 日本、さいたま市           | シンガポール     | ○ 1-0 | 2006 FIFAワールドカップ・アジア予選   |
| 6.  | 2005年01月29日 | 日本、横浜市               | カザフスタン     | ○ 4-0 | キリンチャレンジカップ2005            |
| 7.  | 2005年01月29日 | 日本、横浜市               | カザフスタン     | ○ 4-0 | キリンチャレンジカップ2005            |
| 8.  | 2006年06月04日 | ドイツ、デュッセルドルフ   | マルタ           | ○ 1-0 | 親善試合                              |
| 9.  | 2006年06月22日 | ドイツ、ドルトムント       | ブラジル         | ● 1-4 | 2006 FIFAワールドカップグループリーグ |
| 10. | 2008年05月24日 | 日本、愛知県豊田市         | コートジボワール | ○ 1-0 | キリンカップサッカー2008              |
| 11. | 2008年10月15日 | 日本、さいたま市           | ウズベキスタン   | △ 1-1 | 2010 FIFAワールドカップ・アジア予選   |
| 12. | 2008年11月13日 | 日本、神戸市               | シリア           | ○ 3-1 | キリンチャレンジカップ2008            |
| 13. | 2008年11月19日 | カタール、ドーハ           | カタール         | ○ 3-0 | 2010 FIFAワールドカップ・アジア予選   |
| 14. | 2009年09月09日 | オランダ、ユトレヒト       | ガーナ           | ○ 4-3 | 親善試合                              |
| 15. | 2010年02月11日 | 日本、東京                 | 香港             | ○ 3-0 | 東アジアサッカー選手権2010            |
| 16. | 2010年02月11日 | 日本、東京                 | 香港             | ○ 3-0 | 東アジアサッカー選手権2010            |

## 指導歴
- 2023年 - 2024年 昌平高等学校サッカー部
  - 2023年 スペシャルコーチ
  - 2024年 監督
- 2025年 - 名古屋グランパス コーチ

## タイトル

### 選手時代

#### クラブ
柏レイソル
- ナビスコカップ : (1999年)

名古屋グランパス
- J1リーグ : (2010年)

#### 代表
- AFCアジアカップ : (2004年)

### 監督時代
昌平高等学校サッカー部
- 全国高等学校総合体育大会サッカー競技大会 : (2024年)

### 個人
- 2011年 スカパー！年間ベストゴール
- 2010年 東アジアサッカー選手権 得点王